# 小清水町

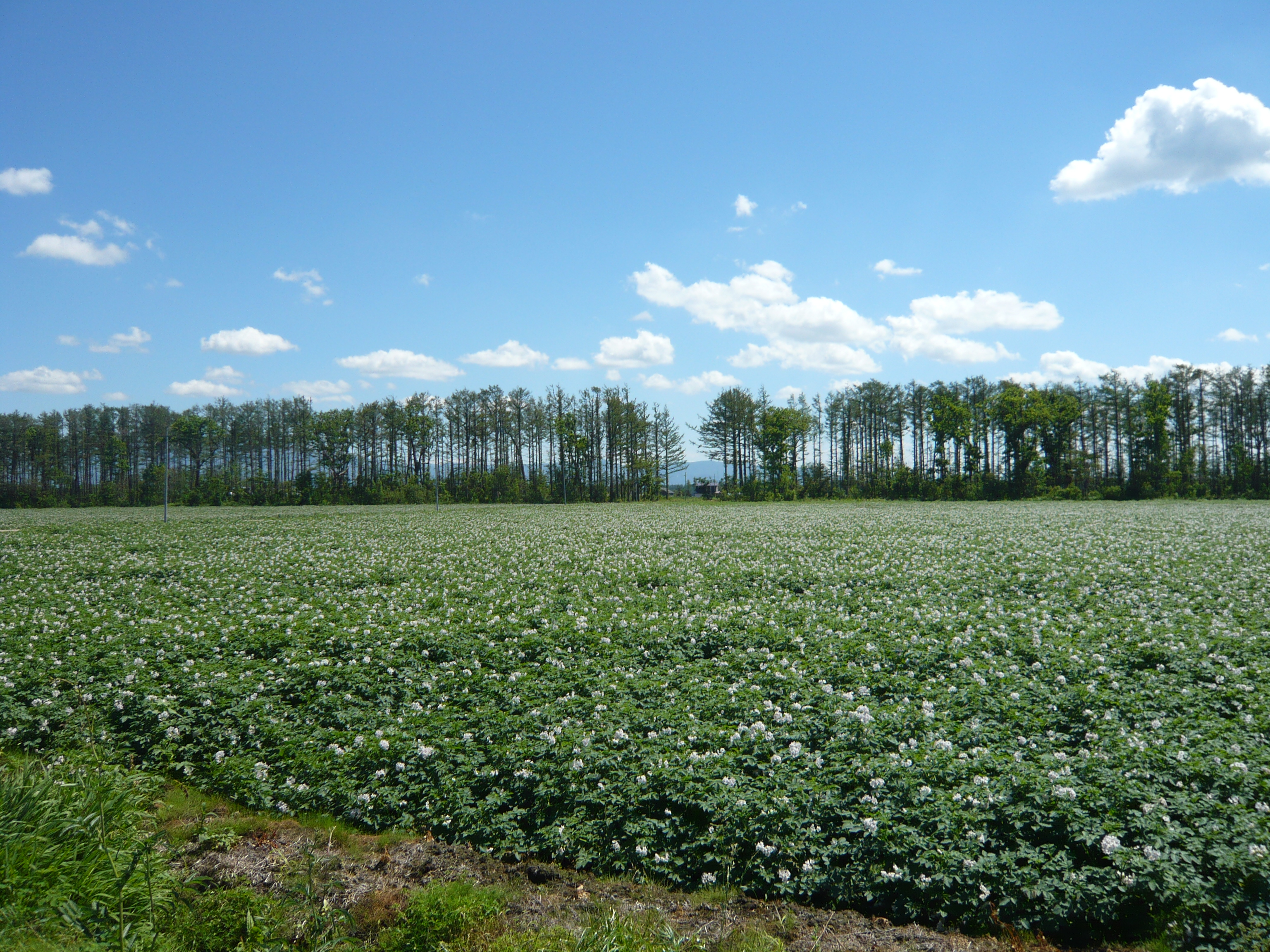
小清水町のジャガイモ畑と防風林。小清水町止別、9線バス停付近。

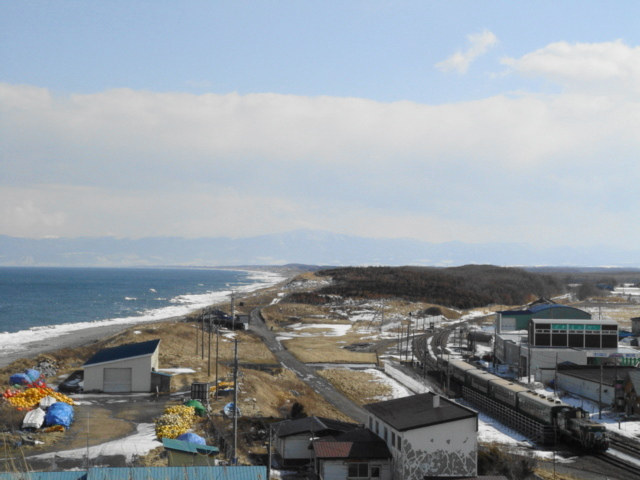
浜小清水駅とオホーツク海、流氷ノロッコ号

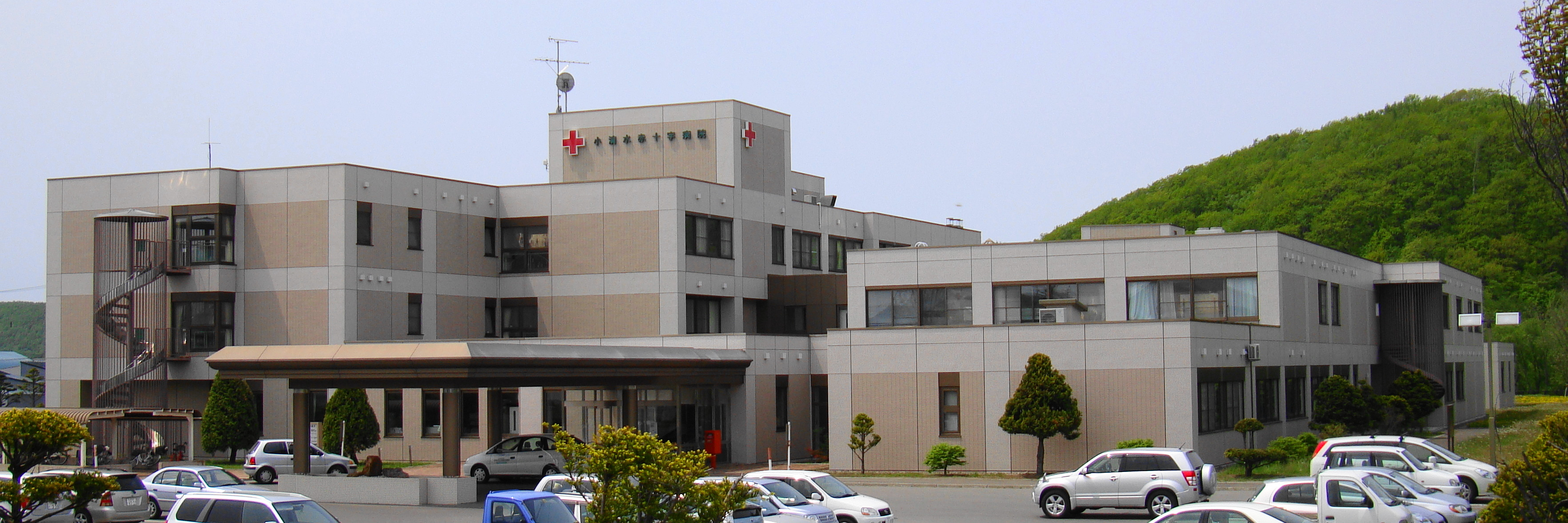
小清水赤十字病院

小清水町（こしみずちょう）は、北海道オホーツク総合振興局管内の斜里郡にある町。

## 地理
オホーツク総合振興局東部に位置。
北部はオホーツク海に面し、釧網本線が岸に沿って東西に走る。
南部は山岳地帯で、平野・丘陵が広がる。
町役場はオホーツク海沿岸からやや内陸に位置する。
- 山：藻琴山（1000m）
- 河川：止別川
- 湖沼：濤沸湖（とうふつこ）

### 町名の由来
小清水の市街は止別川支流のポンヤンベツ川、アイヌ語名「ポンヤンペッ（pon-yampet）」(小さい・止別川〔＝冷たい・川〕）の東岸にあり、1891年（明治24年）に同地に駅名を設置する際、そのアイヌ語名の意訳から「小清水」と命名された。
なお「止別」の由来については「冷たい・川」以外の別説もある。当該項目も参照。

## 気候
ケッペンの気候区分によると、小清水町は湿潤大陸性気候に属する。寒暖の差が大きく気温の年較差、日較差が大きい顕著な大陸性気候である。降雪量が多く、豪雪地帯に指定されている。山岳地帯に囲まれる内陸部（道央等）に比べて、オホーツク海沿岸は降雪量が少なく、日によっては寒暖差はあるものの、平均気温は緩やかである。
| 小清水（1991年 - 2020年）の気候    | 小清水（1991年 - 2020年）の気候 | 小清水（1991年 - 2020年）の気候 | 小清水（1991年 - 2020年）の気候 | 小清水（1991年 - 2020年）の気候 | 小清水（1991年 - 2020年）の気候 | 小清水（1991年 - 2020年）の気候 | 小清水（1991年 - 2020年）の気候 | 小清水（1991年 - 2020年）の気候 | 小清水（1991年 - 2020年）の気候 | 小清水（1991年 - 2020年）の気候 | 小清水（1991年 - 2020年）の気候 | 小清水（1991年 - 2020年）の気候 | 小清水（1991年 - 2020年）の気候 |
| 月                                 | 1月                             | 2月                             | 3月                             | 4月                             | 5月                             | 6月                             | 7月                             | 8月                             | 9月                             | 10月                            | 11月                            | 12月                            | 年                              |
| ---------------------------------- | ------------------------------- | ------------------------------- | ------------------------------- | ------------------------------- | ------------------------------- | ------------------------------- | ------------------------------- | ------------------------------- | ------------------------------- | ------------------------------- | ------------------------------- | ------------------------------- | ------------------------------- |
| 最高気温記録 °C （°F）             | 8.9 (48)                        | 14.8 (58.6)                     | 19.0 (66.2)                     | 32.8 (91)                       | 36.7 (98.1)                     | 34.9 (94.8)                     | 37.8 (100)                      | 36.1 (97)                       | 33.6 (92.5)                     | 29.7 (85.5)                     | 21.7 (71.1)                     | 15.3 (59.5)                     | 37.8 (100)                      |
| 平均最高気温 °C （°F）             | −2.2 (28)                       | −2.0 (28.4)                     | 2.4 (36.3)                      | 9.7 (49.5)                      | 16.0 (60.8)                     | 19.6 (67.3)                     | 23.1 (73.6)                     | 24.6 (76.3)                     | 21.4 (70.5)                     | 15.4 (59.7)                     | 7.9 (46.2)                      | 0.7 (33.3)                      | 11.4 (52.5)                     |
| 日平均気温 °C （°F）               | −6.7 (19.9)                     | −6.8 (19.8)                     | −2.0 (28.4)                     | 4.4 (39.9)                      | 10.1 (50.2)                     | 14.3 (57.7)                     | 18.1 (64.6)                     | 19.6 (67.3)                     | 16.2 (61.2)                     | 9.9 (49.8)                      | 3.1 (37.6)                      | −3.9 (25)                       | 6.4 (43.5)                      |
| 平均最低気温 °C （°F）             | −13.0 (8.6)                     | −13.7 (7.3)                     | −7.7 (18.1)                     | −0.9 (30.4)                     | 4.6 (40.3)                      | 9.5 (49.1)                      | 14.0 (57.2)                     | 15.5 (59.9)                     | 11.3 (52.3)                     | 4.4 (39.9)                      | −2.1 (28.2)                     | −9.7 (14.5)                     | 1.0 (33.8)                      |
| 最低気温記録 °C （°F）             | −27.3 (−17.1)                   | −32.8 (−27)                     | −25.4 (−13.7)                   | −17.6 (0.3)                     | −4.2 (24.4)                     | −1.6 (29.1)                     | 2.9 (37.2)                      | 5.1 (41.2)                      | −0.1 (31.8)                     | −5.4 (22.3)                     | −20.1 (−4.2)                    | −23.3 (−9.9)                    | −32.8 (−27)                     |
| 降水量 mm （inch）                 | 36.2 (1.425)                    | 24.2 (0.953)                    | 34.9 (1.374)                    | 50.7 (1.996)                    | 60.7 (2.39)                     | 67.8 (2.669)                    | 87.3 (3.437)                    | 117.5 (4.626)                   | 123.2 (4.85)                    | 87.8 (3.457)                    | 55.4 (2.181)                    | 50.5 (1.988)                    | 796.2 (31.346)                  |
| 平均降水日数 （≥1.0 mm）           | 10.6                            | 7.8                             | 9.6                             | 9.6                             | 11.2                            | 11.1                            | 11.3                            | 11.4                            | 11.5                            | 10.4                            | 10.2                            | 10.8                            | 125.5                           |
| 平均月間日照時間                   | 93.5                            | 116.4                           | 152.0                           | 165.5                           | 174.5                           | 167.2                           | 165.3                           | 158.7                           | 151.4                           | 145.3                           | 112.2                           | 100.6                           | 1,702.6                         |
| 出典1：Japan Meteorological Agency |                                 |                                 |                                 |                                 |                                 |                                 |                                 |                                 |                                 |                                 |                                 |                                 |                                 |
| 出典2：気象庁                      |                                 |                                 |                                 |                                 |                                 |                                 |                                 |                                 |                                 |                                 |                                 |                                 |                                 |

## 歴史

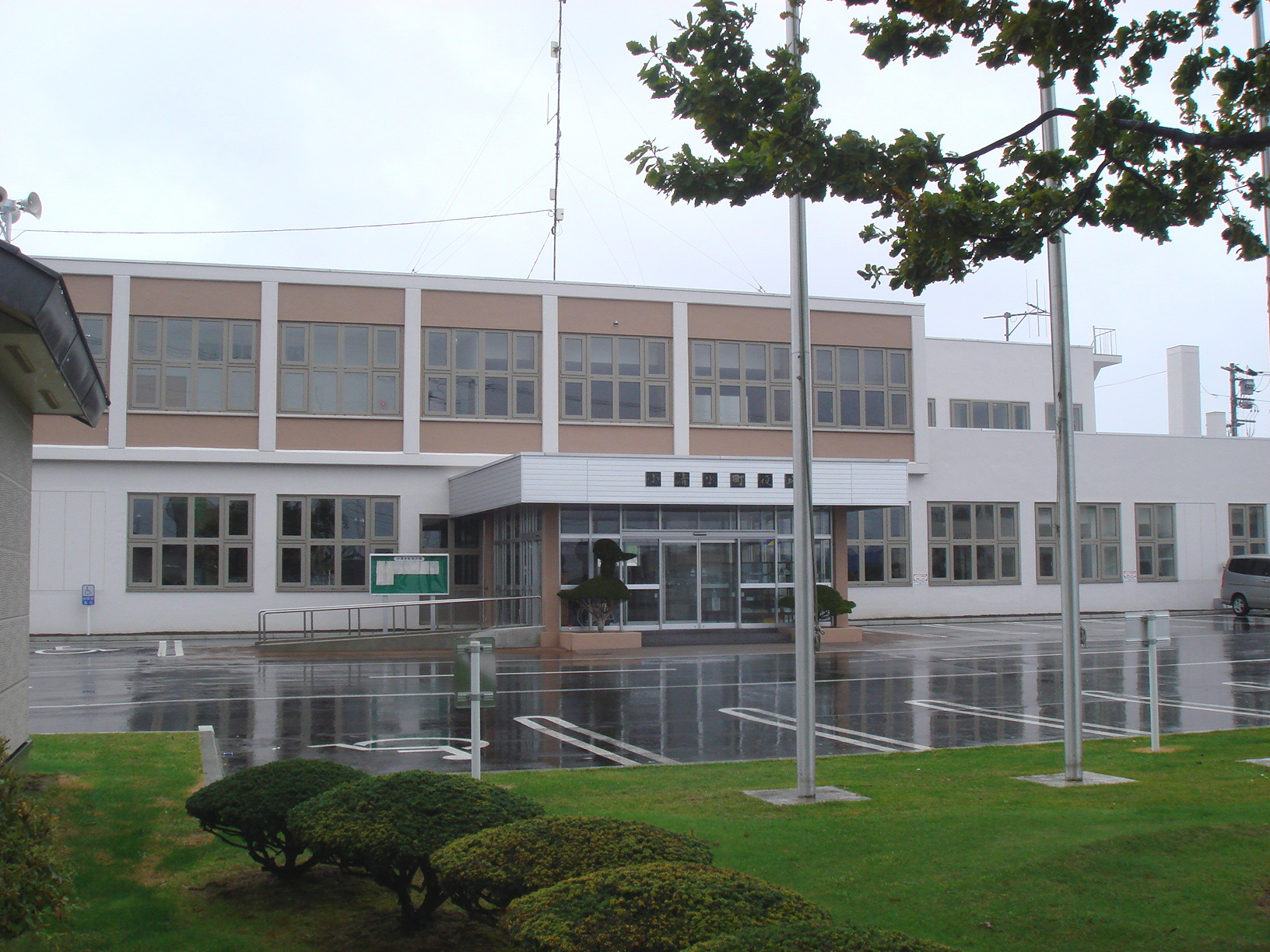
旧小清水町役場（2009年）

- 1790年（寛政2年)  - シャリ場所が設けられる。
- 1796年（寛政8年)  - 斜里神社が創建されている。
- 1801年（享和元年)  - 八王子千人同心によって釧路国川上郡虹別（現標茶町）から摩周湖の東を通り斜里郡トンダベックシを結ぶ斜里山道が開削された。
- 1919年（大正8年）4月1日 - 斜里村（現斜里町）から止別村、蒼瑁（そうまい）村の2大字が分村、小清水村となる。
- 1943年（昭和18年）4月1日 - 止別村の一部が斜里町大字斜里村の一部と共に、上斜里村（現清里町）として分村。
- 1951年（昭和26年） - 2大字を廃し、以下の各字に再編。
  - 止別村 → 止別、小清水、泉、水上、萱野、東野、旭、中里、北斗、浜小清水、美和、共和、上徳
  - 蒼瑁村 → 上浦、倉栄、小清水、中里、北斗、浜小清水、美和、共和、上徳
- 1953年（昭和28年）10月1日 - 町制施行、小清水町

（）
- 2023年（令和5年）5月8日 - 町役場が防災拠点型複合庁舎に移転[5]。

## 経済

### 産業
農業は畑作、酪農が発達。
じゃがいも、ビート、小麦などが生産される。

### 立地企業
- 雪印乳業株式会社 小清水集乳工場

### 農協
- 小清水町農業協同組合（JAこしみず）
- 北海道農業共済組合（NOSAI北海道）
  - 小清水家畜診療所

### 郵便局
- 小清水郵便局（集配局）
- 浜小清水郵便局（集配局）
- 止別郵便局

## 公共機関

### 警察
- 斜里警察署小清水駐在所

## 地域

### 人口
| |                                          |  |
| 小清水町と全国の年齢別人口分布（2005年） | 小清水町の年齢・男女別人口分布（2005年） |  |
| ■紫色 ― 小清水町 ■緑色 ― 日本全国 | ■青色 ― 男性 ■赤色 ― 女性                |  |
| 小清水町（に相当する地域）の人口の推移 \| 1970年（昭和45年） \| 9,173人 \| \| \| 1975年（昭和50年） \| 8,266人 \| \| \| 1980年（昭和55年） \| 7,836人 \| \| \| 1985年（昭和60年） \| 7,347人 \| \| \| 1990年（平成2年） \| 6,758人 \| \| \| 1995年（平成7年） \| 6,422人 \| \| \| 2000年（平成12年） \| 6,126人 \| \| \| 2005年（平成17年） \| 5,753人 \| \| \| 2010年（平成22年） \| 5,358人 \| \| \| 2015年（平成27年） \| 5,085人 \| \| \| 2020年（令和2年） \| 4,623人 \| \| |                                          |  |
| 総務省統計局 国勢調査より |                                          |  |
| 1970年（昭和45年） | 9,173人                                  |  |
| 1975年（昭和50年） | 8,266人                                  |  |
| 1980年（昭和55年） | 7,836人                                  |  |
| 1985年（昭和60年） | 7,347人                                  |  |
| 1990年（平成2年） | 6,758人                                  |  |
| 1995年（平成7年） | 6,422人                                  |  |
| 2000年（平成12年） | 6,126人                                  |  |
| 2005年（平成17年） | 5,753人                                  |  |
| 2010年（平成22年） | 5,358人                                  |  |
| 2015年（平成27年） | 5,085人                                  |  |
| 2020年（令和2年） | 4,623人                                  |  |

### 消滅集落
2015年国勢調査によれば、以下の集落は調査時点で人口0人の消滅集落となっている。
- 小清水町 - 字もこと山

### 教育
- 高等学校
  - なし（小清水高等学校は2018年3月31日閉校[7]）
- 中学校
  - 小清水中学校
- 小学校
  - 小清水小学校
- 閉校した小学校
  - 水上（平成22年3月）
  - 止別、中斗美、旭野、北陽（平成24年3月）

## 交通

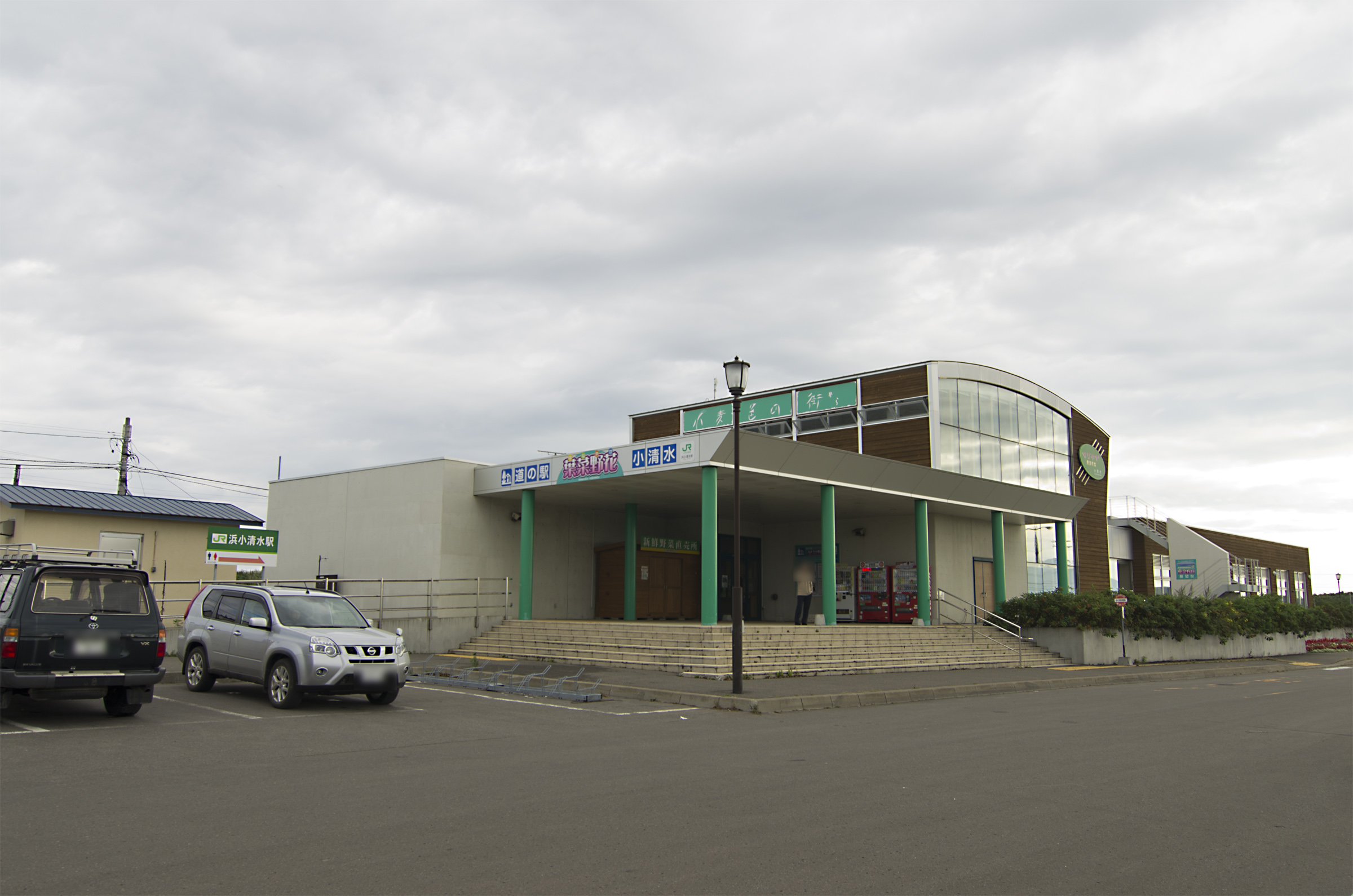
浜小清水駅・道の駅はなやか（葉菜野花）小清水

### 空港
- 女満別空港 （大空町）

### 鉄道
- 北海道旅客鉄道（JR北海道）
  - 釧網本線 : 原生花園駅 - 浜小清水駅 - 止別駅

### バス

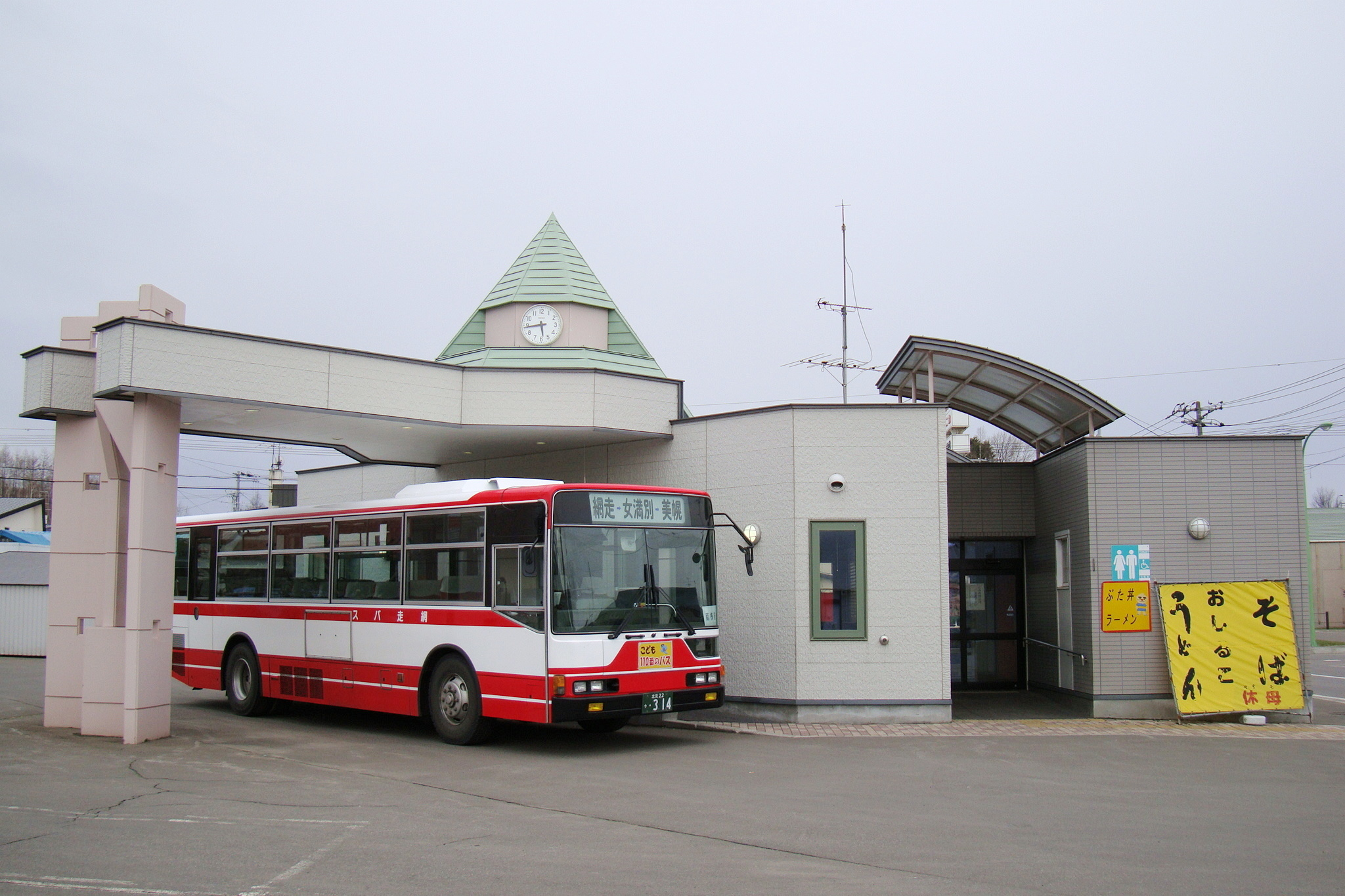
小清水交通ターミナル
（網走バス・網走ハイヤー小清水営業所）

- 網走バス（小清水案内所を設置） - 網走市方面、夏期のみ原生花園から網走市・女満別空港方面および斜里町・ウトロ温泉方面
  - 斜里町 - 止別入口など国道244号 - 網走市の路線は2018年（平成30年）6月1日廃止[8]。
- 斜里バス - イーグルライナー 札幌市方面高速バス

### 道路
- 高速道路
  - なし。
- バイパス
  - なし。
- 一般国道
  - 国道244号
  - 国道334号
  - 国道391号
- 都道府県道
  - 北海道道246号小清水女満別線
  - 北海道道250号清里止別線
  - 北海道道467号栄浜小清水線
  - 北海道道557号止別停車場線
  - 北海道道587号跡佐登小清水線
  - 北海道道805号札弦停車場水上線
  - 北海道道944号神威小清水線
- 道の駅
  - はなやか（葉菜野花）小清水 （国道244号沿い）

## 名所・旧跡・観光スポット・祭事・催事

### 文化財
- 小清水海岸（北海道指定名勝）

### 観光
- 小清水原生花園

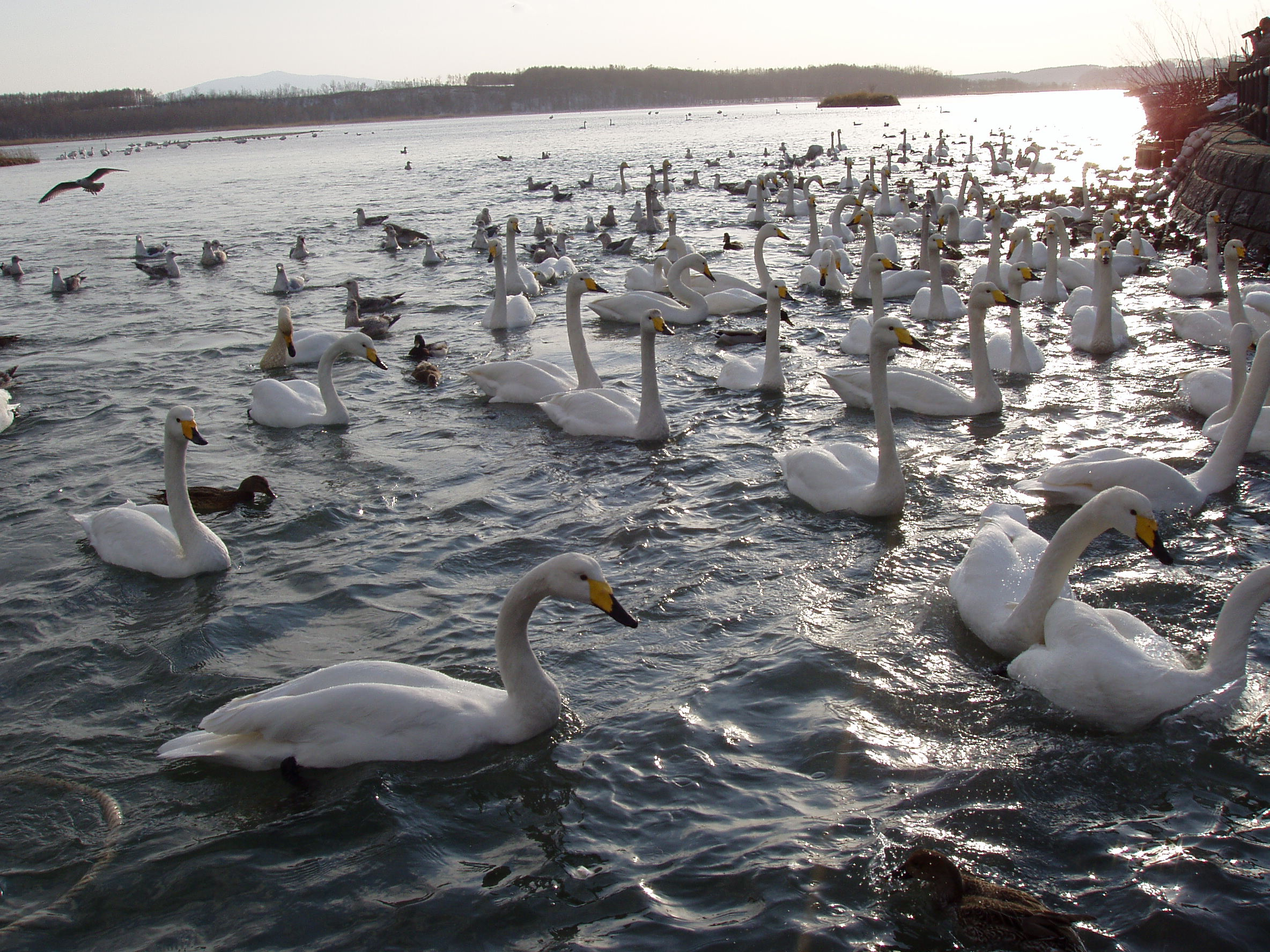
多くの野鳥が飛来した濤沸湖（2004年12月12日撮影）

- こしみずリリーパーク （ユリの花畑が広がる）
- 濤沸湖

### 祭り
- オホーツク小清水流氷バルーンフェスティバル（2月）
- 小清水ふるさとまつり（8月）

日本最大の熱気球「アース・ウィ・ラブ（Earth We Love）号」を保有、
祭り開催時に体験可能。

## 出身著名人
- 林郁 - デジタルガレージ創業者・社長兼グループCEO、DGフィナンシャルテクノロジー会長、カカクコム会長
- 竹田津実 - 大分県出身のエッセイスト、写真家。獣医師として小清水町に在住していた。
- 小島太 - JRA所属の調教師（元騎手。サクラショウリとサクラチヨノオーで、日本ダービーを2度制覇）

## 関連人物
- 高島温厚（小清水町長）